# IHK Region Stuttgart
Die IHK Region Stuttgart ist eine Industrie- und Handelskammer und Körperschaft des öffentlichen Rechts. Sie hat die gesetzliche Aufgabe, das Gesamtinteresse der rund 165.000 zugehörigen Gewerbetreibenden und Unternehmen in der Stadt Stuttgart und den fünf angrenzenden Landkreisen Böblingen, Esslingen, Göppingen, Ludwigsburg und Rems-Murr wahrzunehmen.

## Auftrag und Aufgaben
Neben der Vertretung des Gesamtinteresses nimmt die IHK durch Gesetz übertragene hoheitliche Aufgaben wahr. Die IHK organisiert die Berufsbildung von der Eintragung ins Ausbildungsverzeichnis bis zur Abschlussprüfung. Sie bestellt und vereidigt Sachverständige, stellt Außenhandelsdokumente aus, nimmt Bescheinigungen vor und prüft die Sach- und Fachkunde in diversen Branchen. Darüber hinaus bietet die IHK Serviceleistungen für Mitgliedsunternehmen an.

## Organisation

### Vollversammlung
Die Vollversammlung ist das oberste Gremium der IHK Region Stuttgart. Sie besteht aus bis zu 120 gewählten Vertreterinnen und Vertretern von Unternehmen. Davon kommen zwei Drittel aus den Bezirken der fünf Bezirkskammern. Die Vollversammlung trifft Grundsatzentscheidungen, bestimmt die Richtlinien der IHK-Arbeit, beschließt den Haushalt sowie die Beiträge und Gebühren.
Die einer Pflichtmitgliedschaft in der IHK kritisch gegenüber stehenden IHK-Rebellen konnten 2012 insgesamt 22 von 100 Sitzen in der Vollversammlung gewinnen. Es kam zur Situation, dass fünf Mitglieder des Präsidiums, darunter auch der damalige Präsident der IHK, Herbert Müller, ihren Sitz in der Vollversammlung verloren. Bei der Wahl im Jahr 2016 konnte der Zusammenschluss 33 Sitze erlangen, fiel bei der Wahl 2020 jedoch auf nur noch 14 Sitze zurück.

### Präsidium und Hauptgeschäftsführung
Die IHK wird gemeinsam durch den Präsidenten Claus Paal und die Hauptgeschäftsführerin Susanne Herre vertreten. Das Präsidium besteht aus der Präsidentin, dem stellvertretenden Präsidenten Thorsten Pilgrim und 14 weiteren aus der Vollversammlung gewählten Personen. 
Bekannte ehemalige Präsidenten waren Berthold Leibinger (1985–1990) und Hans Peter Stihl (1990–2001). Ein bekannter Hauptgeschäftsführer war Johannes Schmalzl (2017–2022).

### Bezirkskammern
Die IHK Region Stuttgart besitzt fünf Bezirkskammern in den Landkreisen Böblingen, Esslingen, Göppingen, Ludwigsburg und Rems-Murr.